# Capucine
Capucine, pseudonimo di Germaine Hélène Irène Lefebvre (Saint-Raphaël, 6 gennaio 1928 – Losanna, 17 marzo 1990), è stata un'attrice e modella francese.

## Biografia
Primogenita di Arthur Jules Irénée Lefebvre e di Désirée Clementine Spitalier, Germaine Lefebvre adottò il nome d'arte Capucine, che è il nome francese del Tropaeolum, il nasturzio. Malgrado i desideri della famiglia, che avrebbe sognato per lei una carriera da insegnante, debuttò sul grande schermo nel 1948, all'età di 20 anni, con una parte nel film L'aquila a due teste di Jean Cocteau, cui seguì un altro breve ruolo in Le sedicenni (1949), diretto da Jacques Becker. Terminati gli studi superiori, si laureò in lingue straniere in Francia.
Alta, snella, con un volto dai lineamenti classici e dotata di una naturale eleganza, Capucine diventò un'indossatrice di alta classe, molto richiesta da celebri stilisti come Christian Dior e Pierre Balmain.
Mentre lavorava a Parigi per il celebre marchio Givenchy, divenne grande amica di Audrey Hepburn e fu notata dal produttore Charles Feldman, che le propose di trasferirsi a Hollywood. Giunta in America nel 1958, Capucine incontrò l'attore John Wayne, che pensò a lei per il ruolo di protagonista femminile nel suo imminente film Un dollaro d'onore, a cui però l'aspirante attrice dovette rinunciare poiché non conosceva l'inglese. Charles Feldman la inviò quindi a Hollywood per farle seguire un corso di recitazione e arte drammatica con il maestro Gregory Ratoff, e nel frattempo per consentirle di perfezionare il suo inglese. Poco dopo firmò un contratto con la Columbia e nel 1960 apparve come protagonista nel dramma Estasi, nel ruolo di una principessa russa, in una biografia romanzata della vita e gli amori di Franz Liszt (Dirk Bogarde).
Questa prima apparizione americana venne lodata dalla critica, che unanimemente riconobbe la bellezza di Capucine, valorizzata dai costumi di Jean Louis e dalla fotografia di James Wong Howe. Il film successivo fu la commedia d'avventura Pugni, pupe e pepite (1960) di Henry Hathaway, in cui ritrovò John Wayne e recitò anche con Stewart Granger, nel ruolo di Michelle Bonnet, detta "Angelo", un'affascinante ballerina di saloon che riesce a conquistare il rude cercatore Sam McCord (Wayne) sullo sfondo dell'Alaska del primo Novecento, durante la mitica corsa all'oro. Nella prima metà degli anni sessanta la carriera dell'attrice fu intensa, con la partecipazione a diverse produzioni di successo, tra cui le celebri commedie brillanti La Pantera Rosa (1963) di Blake Edwards, in cui interpretò la moglie infedele dell'ispettore Clouseau (Peter Sellers), e Ciao Pussycat (1966) di Clive Donner, nel quale impersonò una ninfomane che viene presa in cura da uno psichiatra dongiovanni (ancora Peter Sellers). Partecipò poi nel ruolo della gelida principessa Dominique al film Masquerade (1967) di Joseph L. Mankiewicz, raffinata commedia d'intrighi e d'inganni, accanto a Rex Harrison, Susan Hayward e Maggie Smith.

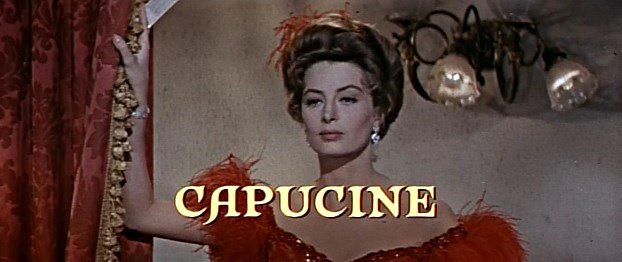
Capucine nel trailer di Pugni, pupe e pepite (North to Alaska) di Henry Hathaway (1960)

Le commedie sofisticate furono i film in cui ebbe modo di fornire le interpretazioni più interessanti, prendendo garbatamente in giro il proprio personaggio di donna di mondo algida ed elegante. Tra le altre sue interpretazioni degli anni sessanta, da ricordare quelle nei film d'avventura Il leone (1962), e La settima alba (1964), entrambi accanto all'attore William Holden, al quale Capucine fu sentimentalmente legata per alcuni anni, nonostante lui fosse sposato con l'ex attrice Brenda Marshall. Trasferitasi a Losanna, in Svizzera, dopo la metà degli anni sessanta, l'attrice continuò ad apparire in svariate produzioni europee, fra le quali sono da ricordare il film di spionaggio Fräulein Doktor (1969), di Alberto Lattuada, in cui interpretò l'ambiguo personaggio di Saforet, e il Fellini Satyricon (1969) di Federico Fellini, nel ruolo dell'enigmatica Trifena, ma la sua carriera di diva internazionale era giunta al termine.
La sua popolarità iniziò a declinare all'inizio degli anni settanta, anche se continuò ad apparire sul grande schermo, seppur in pellicole commerciali di produzione italiana e francese, di scarso interesse artistico. Afflitta da depressione e da altri problemi di salute, nel 1990 si tolse la vita gettandosi dall'ottavo piano del suo condominio di residenza a Losanna (già in passato aveva tentato il suicidio tagliandosi le vene, ma era stata salvata in extremis). Aveva 62 anni.

## Vita privata
Nel 1950 sposò l'attore e doppiatore Pierre Trabaud, noto per aver dato voce al personaggio di Joe Dalton, unione che durerà solamente sette mesi. Dopo il divorzio non si sposò più. Il suo amore più grande, però, fu quello con l'attore William Holden, il cui matrimonio entrò in crisi all'inizio degli anni sessanta. I due iniziarono una relazione durata due anni, successivamente trasformatasi in una duratura amicizia.

## Influenze culturali
Il personaggio della Duchessa Altea di Vallenberg, del fumetto Diabolik, è stato ispirato da lei.

## Filmografia

### Cinema
- L'aquila a due teste (L'aigle à deux têtes), regia di Jean Cocteau (1948)
- Le sedicenni (Rendez-vous de juillet), regia di Jacques Becker (1949)
- Branquignol, regia di Robert Dhéry (1949)
- Mon ami Sainfoin, regia di Marc-Gilbert Sauvajon (1950)
- Bertrand coeur de lion, regia di Robert Dhéry (1951)
- Quattro rose rosse, regia di Nunzio Malasomma (1951)
- Mademoiselle de Paris, regia di Walter Kapps (1955)
- Frou-Frou, regia di Augusto Genina (1955)
- Estasi (Song Without End), regia di George Cukor (1960)
- Pugni, pupe e pepite (North to Alaska), regia di Henry Hathaway (1960)
- Il trionfo di Michele Strogoff (Le triomphe de Michel Strogoff), regia di Viktor Tourjansky (1961)
- Anime sporche (Walk on the Wild Side), regia di Edward Dmytryk (1962)
- Il leone (The Lion), regia di Jack Cardiff (1962)
- I Don Giovanni della Costa Azzurra, regia di Vittorio Sala (1962)
- La Pantera Rosa (The Pink Panther), regia di Blake Edwards (1963)
- La settima alba (The 7th Dawn), regia di Lewis Gilbert (1964)
- Ciao Pussycat (What's New, Pussycat), regia di Clive Donner (1965)
- Le fate, episodio Fata Marta, regia di Antonio Pietrangeli (1966)
- Masquerade (The Honey Pot), regia di Joseph L. Mankiewicz (1967)
- Fräulein Doktor, regia di Alberto Lattuada (1969)
- Las crueles, regia di Vicente Aranda (1969)
- Fellini Satyricon, regia di Federico Fellini (1969)
- Sole rosso (Soleil rouge), regia di Terence Young (1971)
- L'incorreggibile (L'incorrigible), regia di Philippe de Broca (1975)
- Jackpot, regia di Terence Young (1975)
- Bluff - Storia di truffe e di imbroglioni, regia di Sergio Corbucci (1976)
- Per amore, regia di Mino Giarda (1976)
- Ecco noi per esempio..., regia di Sergio Corbucci (1977)
- Ritratto di borghesia in nero, regia di Tonino Cervi (1978)
- Contro 4 bandiere (From Hell to Victory), regia di Umberto Lenzi (1979)
- Giallo napoletano, regia di Sergio Corbucci (1979)
- Avventura araba (Arabian Adventure), regia di Kevin Connor (1979)
- Nel mirino del giaguaro (Jaguar Lives!), regia di Ernest Pintoff (1979)
- Afrodite (Aphrodite), regia di Robert Fuest (1982)
- Sulle orme della Pantera Rosa (Trail of the Pink Panther), regia di Blake Edwards (1982)
- Balles perdues, regia di Jean-Louis Comolli (1983)
- Pantera Rosa - Il mistero Clouseau (Curse of the Pink Panther), regia di Blake Edwards (1983)
- Le foto di Gioia, regia di Lamberto Bava (1987)
- I miei primi 40 anni, regia di Carlo Vanzina (1987)
- Pigmalione 88, regia di Flavio Mogherini (1988)

### Televisione
- Search – serie TV, 1 episodio (1972)
- Cinéma 16 – serie TV, 1 episodio (1976)
- La pêche miraculeuse, regia di Pierre Matteuzzi – miniserie TV (1976)
- Martin Eden, regia di Giacomo Battiato – miniserie TV (1979)
- Orient-Express, regia di Daniele D'Anza – miniserie TV (1980)
- Cuore e batticuore (Hart to Hart) – serie TV, 1 episodio (1982)
- Les invités, regia di Roger Pigaut – film TV (1982)
- Série noire – serie TV, 1 episodio (1984)
- La signora in giallo (Murder, She Wrote) – serie TV, episodio 1x14 (1985)
- Voglia di cantare, regia di Vittorio Sindoni – miniserie TV (1985)
- Onora il padre, regia di Stefano Ferrari – film TV (1986)
- Peccati (Sins), regia di Douglas Hickox – miniserie TV (1986)
- Madame et ses flics – serie TV, 1 episodio (1986)
- Gila and Rik, regia di Enzo Doria – film TV (1987)
- Sangue blu (Blaues Blut) – serie TV, 7 episodi (1988)
- Una verità come un'altra, regia di Gianluigi Calderone – film TV (1989)
- Quartier nègre, regia di Pierre Koralnik – film TV (1990)
- Il giudice istruttore – serie TV, 1 episodio (1990)

#### Pubblicità
- Negli anni dal 1968 al 1970 interpretò una serie di sketch della rubrica pubblicitaria televisiva italiana Carosello, pubblicizzando le confezioni femminili Cori del Gruppo Finanziario Tessile.[7]

## Doppiatrici italiane
Nelle versioni in italiano dei suoi film, Capucine è stata doppiata da:
- Anna Miserocchi ne La settima alba, Bluff - Storia di truffe e di imbroglioni, Ecco noi per esempio..., Giallo napoletano, Peccati, Ritratto di borghesia in nero
- Maria Pia Di Meo in Pugni, pupe e pepite, Il trionfo di Michele Strogoff, Anime sporche, Sulle orme della Pantera Rosa, I miei primi 40 anni
- Benita Martini ne Le fate, Fellini Satyricon, Cuore e batticuore
- Noemi Gifuni in Pantera Rosa - Il mistero Clouseau, Le foto di Gioia, Orient-Express
- Andreina Pagnani in Estasi, Ciao Pussycat
- Rita Savagnone in Masquerade, Contro 4 bandiere
- Adriana De Roberto in Fräulein Doktor, Sole rosso
- Dhia Cristiani ne Il leone
- Rosetta Calavetta ne La Pantera Rosa
- Gabriella Genta in Rick and Gila
- Tullia Piredda in Avventura araba
- Valeria Valeri in Martin Eden
- Angiola Baggi in Sangue blu